# Warlaby
Warlaby is een civil parish in het bestuurlijke gebied Hambleton, in het Engelse graafschap North Yorkshire.